# Marc Claudi Marcel (cònsol 183 aC)
Marc Claudi Marcel (en llatí Marcus Claudius M. F. M. N. Marcellus) va ser un magistrat romà, probablement germà de Marcus Claudius M. F. M. N. Marcellus tot i portar el mateix praenomen. Formava part de la gens Clàudia, i era de la família dels Claudi Marcel.
Era probablement pretor l'any 185 aC, segons diu Titus Livi, encara que l'anomena Marcellinus i no Marcellus. L'any 183 aC va ser elegit cònsol junt amb Quint Fabi Labeó i els va ser assignada Ligúria com a província consular. Però Marcel es va dirigir principalment contra els gals que havien creuat els Alps i s'havien establert a la zona d'Aquileia, i que van ser derrotats i obligats a marxar a través de les muntanyes. Després va portar les seves forces a Ístria, però no va fer gran cosa i finalment va retornar a Roma per dirigir els comicis. Va ser també decemvir sacrorum i va morir l'any 169 aC.